# Franck David
Pour les articles homonymes, voir David.
Franck David, né le 21 mars 1970 à Paris, est un ancien sportif français pratiquant la planche à voile. En 1988, il est champion du monde junior. En 1992, il est champion du monde et devient le premier Français champion olympique de planche à voile. Il met un terme à sa carrière à l'âge de 25 ans pour devenir entrepreneur.

## Biographie
Il naît dans le 14e arrondissement de Paris, d'un père ingénieur nucléaire et d'une mère psychologue. Ses parents s'installent sur l'île d'Arz, dans le golfe du Morbihan, en 1977. Il y découvre la planche à voile à neuf ans, avec des ouvriers de l'usine vannetaise Bic Sports qui viennent s'y entraîner. À douze ou treize ans, il construit sa première planche avec deux de ses amis, au sein de la société Ellipse, sur les conseils de J. Michelot, le gérant. Il veut devenir architecte naval. En 1983, il devient champion de France UNSS. En 1988, en juniors, il est champion de France et champion du monde. En 1992, il est champion du monde de planche à voile Lechner en mai à Cadix, et champion olympique le 2 août à Barcelone. Il déclare devoir beaucoup à sa mère, médecin de formation, dans la préparation mentale de cette échéance olympique.
En 1995, il arrête sa carrière et devient entrepreneur : il crée en 1997 la société Alyzea, spécialisée dans l'événement sportif. Il la développe jusqu'en 2002 en Nouvelle-Calédonie, où il part vivre. Cette année-là, il s'occupe de la communication du navigateur Steve Ravussin dans la Route du Rhum. En 2006, il devient directeur de la classe Orma. En 2009, il fonde la société Multi One Design qui met sur pied des compétitions internationales de multicoques 70 pieds.

## Palmarès
- Champion Olympique de planche à voile aux Jeux olympiques d'été de 1992 à Barcelone
- Champion du monde de planche à voile en 1992